# Mavis Gibson
Mavis Gibson é uma advogada, jornalista e juíza zimbabuense, tendo sido a primeira mulher negra a ser nomeada para a Suprema Corte do Zimbábue, além da juíza com mais tempo de mandato da Suprema Corte da Namíbia.
Nascida Mavis Gumede no Zimbábue, era originalmente uma jornalista. Na década de 1970, trabalhou como advogada em Londres.
Gibson foi juíza da Suprema Corte do Zimbábue por onze anos, e a primeira juíza negra.
Gibson foi designada juíza da Suprema Corte da Namíbia em 18 de dezembro de 1995, também trabalhando na seção recursal da corte. Ao aposentar-se em abril de 2008, estabeleceu o recorde como a mais longeva integrante da Suprema Corte.

## Nota
- Este artigo foi inicialmente traduzido, total ou parcialmente, do artigo da Wikipédia em inglês cujo título é «Mavis Gibson», especificamente desta versão.